# 400 meter för damer i friidrott vid olympiska sommarspelen 1972
400 meter för damer vid olympiska sommarspelen 1972 i München avgjordes 2 och 7 september. 

## Medaljörer
| Gren      | Guld                       | Guld  | Silver                     | Silver | Brons               | Brons |
| 400 meter | Monika Zehrt · Östtyskland | 51,08 | Rita Wilden · Västtyskland | 51,21  | Kathy Hammond · USA | 51,64 |

## Resultat
- Q innebär avancemang utifrån placering i heatet.
- q innebär avancemang utifrån total placering.
- DNS innebär att personen inte startade.
- DNF innebär att personen inte fullföljde.
- DQ innebär diskvalificering.
- NR innebär nationellt rekord.
- OR innebär olympiskt rekord.
- WR innebär världsrekord.
- WJR innebär världsrekord för juniorer
- AR innebär världsdelsrekord (area record)
- PB innebär personligt rekord.
- SB innebär säsongsbästa.

### Heat

#### Heat ett
| Placering | Namn             | Nationalitet | Bana | Tid   | Noteringar |
| --------- | ---------------- | ------------ | ---- | ----- | ---------- |
| 1         | Charlene Rendina | Australien   | 7    | 51,94 | OR         |
| 2         | Rita Wilden      | Västtyskland | 4    | 51.97 |            |
| 3         | Mable Fergerson  | USA          | 1    | 52.05 |            |
| 4         | Judith Ayaa      | Uganda       | 2    | 52.85 |            |
| 5         | Karoline Käfer   | Österrike    | 3    | 53.60 |            |
| 6         | Asunción Acosta  | Kuba         | 5    | 54.52 |            |
| 7         | Barbara Bishop   | Barbados     | 6    | 56.35 |            |

#### Heat två
| Placering | Namn                  | Nationalitet   | Bana | Tid   |
| --------- | --------------------- | -------------- | ---- | ----- |
| 1         | Kathy Hammond         | USA            | 1    | 53,45 |
| 2         | Janette Roscoe        | Storbritannien | 7    | 53.67 |
| 3         | Marika Eklund         | Finland        | 3    | 53.81 |
| 4         | Natalja Petjonkina    | Sovjetunionen  | 2    | 53.81 |
| 5         | Krystyna Kacperczyk   | Polen          | 4    | 53.85 |
| 6         | Junaidah Aman         | Malaysia       | 5    | 57.36 |
| -         | Christiane Casapicola | Österrike      | 6    | DNS   |

#### Heat tre
| Placering | Namn                 | Nationalitet  | Bana | Tid   |
| --------- | -------------------- | ------------- | ---- | ----- |
| 1         | Monika Zehrt         | Östtyskland   | 3    | 52,49 |
| 2         | Mona-Lisa Strandvall | Finland       | 5    | 52.85 |
| 3         | Trudy Ruth           | Nederländerna | 2    | 53.16 |
| 4         | Tekla Chemabwai      | Kenya         | 4    | 53.38 |
| 5         | Debra Edwards        | USA           | 1    | 54.43 |
| 6         | Maria Sykora         | Österrike     | 7    | 54.46 |
| 7         | Josefa Vicent        | Uruguay       | 6    | 55.33 |

#### Heat fyra
| Placering | Namn              | Nationalitet  | Bana | Tid   |
| --------- | ----------------- | ------------- | ---- | ----- |
| 1         | Nicole Duclos     | Frankrike     | 4    | 52,69 |
| 2         | Györgyi Balogh    | Ungern        | 7    | 52.75 |
| 3         | Nadezjda Iljina   | Sovjetunionen | 2    | 53.20 |
| 4         | Karin Wallgren    | Sverige       | 5    | 53.70 |
| 5         | Bożena Zientarska | Polen         | 3    | 54.20 |
| 6         | Ruth Williams     | Jamaica       | 6    | 55.72 |
| 7         | Aida Mantawel     | Filippinerna  | 1    | 57.91 |

#### Heat fem
| Placering | Namn            | Nationalitet | Bana | Tid     |
| --------- | --------------- | ------------ | ---- | ------- |
| 1         | Yvonne Saunders | Jamaica      | 1    | 52,38   |
| 2         | Helga Seidler   | Östtyskland  | 6    | 52.79   |
| 3         | Colette Besson  | Frankrike    | 5    | 53.41   |
| 4         | Allison Ross    | Australien   | 4    | 53.48   |
| 5         | Donata Govoni   | Italien      | 2    | 53.98   |
| 6         | Irén Orosz      | Ungern       | 3    | 54.83   |
| 7         | Arda Kalpakian  | Libanon      | 7    | 1.05,18 |

#### Heat sex
| Placering | Namn              | Nationalitet   | Bana | Tid   |
| --------- | ----------------- | -------------- | ---- | ----- |
| 1         | Christel Frese    | Västtyskland   | 5    | 52,89 |
| 2         | Dagmar Käsling    | Östtyskland    | 6    | 52.99 |
| 3         | Aurelia Pentón    | Kuba           | 2    | 53.25 |
| 4         | Olga Sirovatskaja | Sovjetunionen  | 7    | 53.62 |
| 5         | Janet Simpson     | Storbritannien | 8    | 54.13 |
| 6         | Joyce Sadowick    | Kanada         | 3    | 54.59 |
| 7         | Elsy Rivas        | Colombia       | 1    | 56.33 |
| 8         | Kamaljit Sandhu   | Indien         | 4    | 57.74 |

#### Heat sju
| Placering | Namn           | Nationalitet   | Bana | Tid   |
| --------- | -------------- | -------------- | ---- | ----- |
| 1         | Carmen Trustée | Kuba           | 7    | 52,80 |
| 2         | Penny Hunt     | Nya Zeeland    | 5    | 52.82 |
| 3         | Danuta Piecyk  | Polen          | 6    | 53.08 |
| 4         | Verona Bernard | Storbritannien | 4    | 53.31 |
| 5         | Anette Rückes  | Västtyskland   | 3    | 53.92 |
| 6         | Vreni Leiser   | Schweiz        | 1    | 54.65 |
| 7         | Grace Muneene  | Zambia         | 2    | 57.71 |

### Kvartsfinaler

#### Heat ett
| Placering | Namn             | Nationalitet   | Bana | Tid   |
| --------- | ---------------- | -------------- | ---- | ----- |
| 1         | Charlene Rendina | Australien     | 5    | 51,96 |
| 2         | Helga Seidler    | Östtyskland    | 3    | 51.97 |
| 3         | Nadezjda Iljina  | Sovjetunionen  | 1    | 52.30 |
| 4         | Trudy Ruth       | Nederländerna  | 8    | 52.45 |
| 5         | Karoline Käfer   | Österrike      | 6    | 52.82 |
| 6         | Janette Roscoe   | Storbritannien | 7    | 53.01 |
| 7         | Anette Rückes    | Västtyskland   | 2    | 53.22 |
| -         | Carmen Truste    | Kuba           | 4    | DNS   |

#### Heat två
| Placering | Namn               | Nationalitet  | Bana | Tid   |
| --------- | ------------------ | ------------- | ---- | ----- |
| 1         | Yvonne Saunders    | Jamaica       | 8    | 52,13 |
| 2         | Monika Zehrt       | Östtyskland   | 2    | 52.33 |
| 3         | Judith Ayaa        | Uganda        | 7    | 52.68 |
| 4         | Christel Frese     | Västtyskland  | 1    | 53.01 |
| 5         | Colette Besson     | Frankrike     | 3    | 53.39 |
| 6         | Marika Eklund      | Finland       | 6    | 53.50 |
| 7         | Tekla Chemabwai    | Kenya         | 5    | 53.54 |
| 8         | Natalja Petjonkina | Sovjetunionen | 4    | 54.58 |

#### Heat tre
| Placering | Namn              | Nationalitet  | Bana | Tid   | Noteringar |
| --------- | ----------------- | ------------- | ---- | ----- | ---------- |
| 1         | Györgyi Balogh    | Ungern        | 2    | 51,71 | OR         |
| 2         | Rita Wilden       | Västtyskland  | 8    | 51.91 |            |
| 3         | Aurelia Pentón    | Kuba          | 6    | 52.02 |            |
| 4         | Kathy Hammond     | USA           | 5    | 52.44 |            |
| 5         | Danuta Piecyk     | Polen         | 4    | 52.62 |            |
| 6         | Penny Hunt        | Nya Zeeland   | 1    | 52.66 |            |
| 7         | Olga Sirovatskaja | Sovjetunionen | 7    | 53.42 |            |
| 8         | Donata Govoni     | Italien       | 3    | 53.78 |            |

#### Heat fyra
| Placering | Namn                 | Nationalitet   | Bana | Tid   |
| --------- | -------------------- | -------------- | ---- | ----- |
| 1         | Dagmar Käsling       | Östtyskland    | 1    | 52,33 |
| 2         | Mona-Lisa Strandvall | Finland        | 3    | 52.53 |
| 3         | Mable Fergerson      | USA            | 7    | 52.93 |
| 4         | Nicole Duclos        | Frankrike      | 8    | 52.96 |
| 5         | Verona Bernard       | Storbritannien | 2    | 53.29 |
| 6         | Allison Ross         | Australien     | 5    | 53.60 |
| 7         | Karin Wallgren       | Sverige        | 6    | 53.87 |
| 8         | Krystyna Kacperczyk  | Polen          | 4    | 54.39 |

### Semifinaler

#### Heat ett
| Placering | Namn                 | Nationalitet | Bana | Tid   | Noteringar |
| --------- | -------------------- | ------------ | ---- | ----- | ---------- |
| 1         | Helga Seidler        | Östtyskland  | 4    | 51,68 | OR         |
| 2         | Dagmar Käsling       | Östtyskland  | 8    | 51.73 |            |
| 3         | Györgyi Balogh       | Ungern       | 5    | 51.90 |            |
| 4         | Kathy Hammond        | USA          | 1    | 51.92 |            |
| 5         | Aurelia Pentón       | Kuba         | 6    | 52.15 |            |
| 6         | Mona-Lisa Strandvall | Finland      | 7    | 52.23 |            |
| 7         | Judith Ayaa          | Uganda       | 2    | 52.91 |            |
| -         | Christel Frese       | Västtyskland | 3    | DNF   |            |

#### Heat två
| Placering | Namn             | Nationalitet  | Bana | Tid   | Noteringar |
| --------- | ---------------- | ------------- | ---- | ----- | ---------- |
| 1         | Monika Zehrt     | Östtyskland   | 5    | 51,47 | OR         |
| 2         | Rita Wilden      | Västtyskland  | 3    | 51.76 |            |
| 3         | Charlene Rendina | Australien    | 8    | 51.90 |            |
| 4         | Mable Fergerson  | USA           | 6    | 51.91 |            |
| 5         | Yvonne Saunders  | Jamaica       | 2    | 51.93 |            |
| 6         | Nicole Duclos    | Frankrike     | 4    | 52.18 |            |
| 7         | Nadezjda Iljina  | Sovjetunionen | 7    | 52.29 |            |
| 8         | Trudy Ruth       | Nederländerna | 1    | 53.02 |            |

### Final
| Placering | Namn             | Nationalitet | Bana | Tid   | Noteringar |
| --------- | ---------------- | ------------ | ---- | ----- | ---------- |
| 1         | Monika Zehrt     | Östtyskland  | 7    | 51,08 | OR         |
| 2         | Rita Wilden      | Västtyskland | 4    | 51,21 |            |
| 3         | Kathy Hammond    | USA          | 5    | 51,64 |            |
| 4         | Helga Seidler    | Östtyskland  | 6    | 51,86 |            |
| 5         | Mable Fergerson  | USA          | 3    | 51,96 |            |
| 6         | Charlene Rendina | Australien   | 8    | 51,99 |            |
| 7         | Dagmar Käsling   | Östtyskland  | 1    | 52,19 |            |
| 8         | Györgyi Balogh   | Ungern       | 2    | 52,39 |            |